# Tanel Tein
Tanel Tein, né le 10 janvier 1978, à Tartu, en République socialiste soviétique d'Estonie, est un ancien joueur estonien de basket-ball. Il évolue durant sa carrière aux postes de arrière et d'ailier.